# Pham Binh Minh
Pham Binh Minh (en vietnamita: Phạm Bình Minh; Liên Minh, Vietnam del Norte; 26 de marzo de 1959) es un diplomático vietnamita que ha ejercido como ministro de Relaciones Exteriores de Vietnam durante 10 años, de 2011 hasta 2021. Tras la constitución  de la XIV legislatura de la Asamblea Nacional de Vietnam en la que el presidente Pham Minh Chinh propuso a Bui Thang Son como ministro de exteriores, Pham Binh Minh pasó a ocupar el puesto de vice primer ministro de exteriores en el mismo ministerio.

## Biografía

### Primeros años y educación
Su padre es el diplomático Nguyen Co Thach, quien ocupa el cargo de Cónsul General de Vietnam en la India. Su madre es Phan Thi Phuc. En 1977 entró en el concurso para la Universidad de Tecnología de Hanói, sin embargo, debido a la influencia de su padre, se ingresó al Instituto de Relaciones Internacionales.

### Carrera profesional
Fue nombrado Ministro de Relaciones Exteriores de Vietnam el 3 de agosto de 2011. 
Fue embajador de Vietnam ante las Naciones Unidas de 1999 hasta el 2001. Desde 2001 hasta enero de 2003, fue nombrado Jefe de Misión Adjunto de la Embajada de Vietnam en Estados Unidos. 
El 13 de noviembre de 2013, la Asamblea Nacional lo eligió como primer viceministro a cargo de los funcionarios de Asuntos Exteriores.
El 8 de abril de 2021, en la formación de la XIV legislatura de la Asamblea Nacional de Vietnam, fue elegido como ministro de exteriores el también diplomático y miembro del Comité Central del Partico Domunista de Vietnam, Bui Thang Son, quedando Pham Binh Minh como vice primer ministro de exteriores. 
Desde su nombramiento como vice primer ministro de exteriores, Pham Binh Minh ha llevado a cabo principalmente una labor continua de visitas oficiales con representaciones de países asiáticos, tales como Japón, Corea del Sur o China.